# Alicia Cebrián Martínez de Lagos
Alicia Cebrián Martínez de Lagos (Santa Cruz de Tenerife, 3 de febrer de 1983) és una regatista del Real Club Náutico de Tenerife. Va competir en Làser Radial als Jocs Olímpics d'Estiu de 2012, on va fer 11ena.